# Флагстад, Кирстен
Кирстен Мальфрид Флагстад (норв. Kirsten Malfrid Flagstad; 12 июля 1895, Хамар, Шведско-норвежская уния — 7 декабря 1962, Осло, Норвегия) — норвежская оперная певица, драматическое сопрано. Признана одной из величайших исполнительниц партий в музыкальных драмах Вагнера. Её голос отличался мощью, гибкостью, тембровой насыщенностью, лиризмом.

## Биография
Кирстен Флагстад родилась в музыкальной семье: её отец был дирижёром, мать — пианисткой. Училась в Осло и Стокгольме, но как такового музыкального образования не получила. 
На оперной сцене дебютировала в 1913 году в небольшой партии Нури в опере Эжена д’Альбера «Долина» (Национальный театр Осло). На протяжении следующих 18 лет её карьера была связана только со Скандинавией. Она исполняла разные партии в операх Вебера, Верди, Бизе, Гуно и других композиторов, а также в опереттах.
В 1932 году впервые исполнила партию Изольды в «Тристане и Изольде» Вагнера. С тех пор вагнеровские партии заняли в её репертуаре основное место. Уже в следующем году она была приглашена на Байройтский фестиваль, где в 1934 году обратила на себя внимание всего оперного мира.
В 1935 году Флагстад с огромным успехом дебютировала в Метрополитен-опере (Нью-Йорк) в партии Зиглинды в «Валькирии». С тех пор она часто выступала в США и Лондоне, почти исключительно в вагнеровских ролях  (Изольда, Брунгильда, Зиглинда, Елизавета, Эльза и др.). Также нередко исполняла партию Леоноры в «Фиделио» Бетховена. 
Военное время Флагстад провела в Норвегии. Её муж был обвинён тогда в связях с нацистами и умер в тюрьме в 1946 году. Обвинения выдвигались и в адрес самой певицы; хотя она была и непричастна, но в первые послевоенные годы её карьера была затруднена. 
С конца 1940-х опять с успехом выступала в Лондоне, а потом и в Нью-Йорке (куда её пригласил Рудольф Бинг). Выдающимся достижением 56-летней Флагстад была партия Дидоны в «Дидоне и Энее» Пёрселла (1951). Также она пела в Лондоне на мировой премьере «Четырёх последних песен» Рихарда Штрауса 22 мая 1950 года. Поручить ей премьеру пожелал сам композитор.
Певица сотрудничала со многими выдающимися дирижёрами (Фуртвенглером, Райнером, Бичемом и др.); её партнёром был великий тенор Лауриц Мельхиор. В 1952 году Кирстен Флагстад участвовала в записи «Тристана и Изольды» (с Людвигом Зутхаусом, под управлением Фуртвенглера), которая до сих пор считается эталонной.
Кирстен Флагстад оставила сцену в 1955 году; в 1958-60 годах служила художественным руководителем Норвежской оперы. На своём последнем концерте в 1957 году исполняла песни Грига.
В 1958 году Флагстад участвовала в записи оперы «Золото Рейна» под управлением Георга Шолти — в партии Фрики. Остальные оперы цикла «Кольцо нибелунга» были записаны дирижёром после смерти певицы, которую далее в партии Фрики заменила Криста Людвиг.
В последние годы жизни часто лежала в больницах, особенно после того, как в 1960 году у неё было диагностировано онкологическое заболевание. Умерла в Осло на 68-м году жизни. Похоронена на Западном кладбище Осло.

## Признание
В 1985 году в родном городе певицы Хамаре был открыт музей Кирстен Флагстад.
Бронзовый памятник Кирстен Флагстад установлен рядом с оперным театром в Осло. 

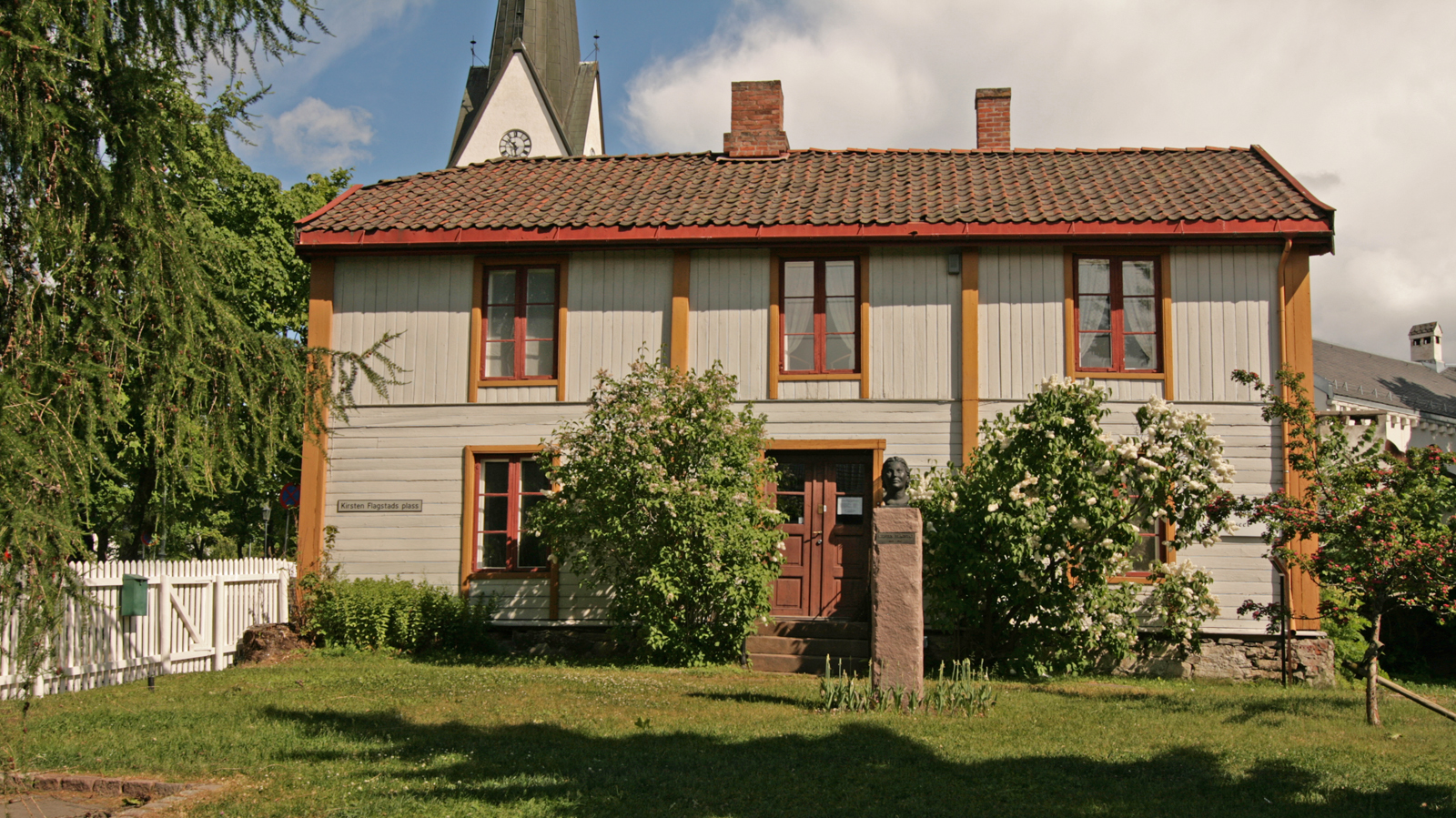
Дом, где родилась Кирстен Флагстад
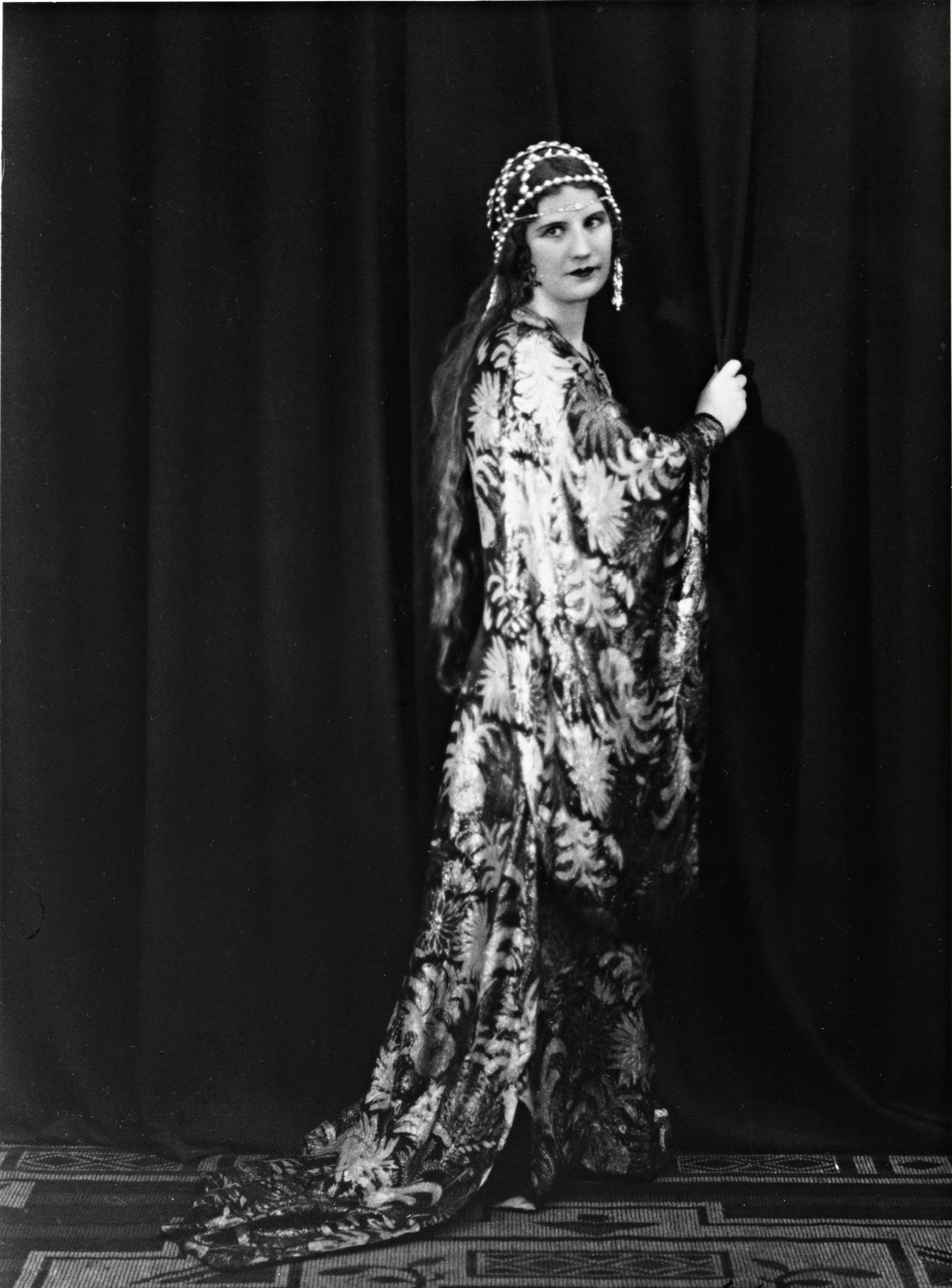
В роли Дездемоны (Осло, 1921)
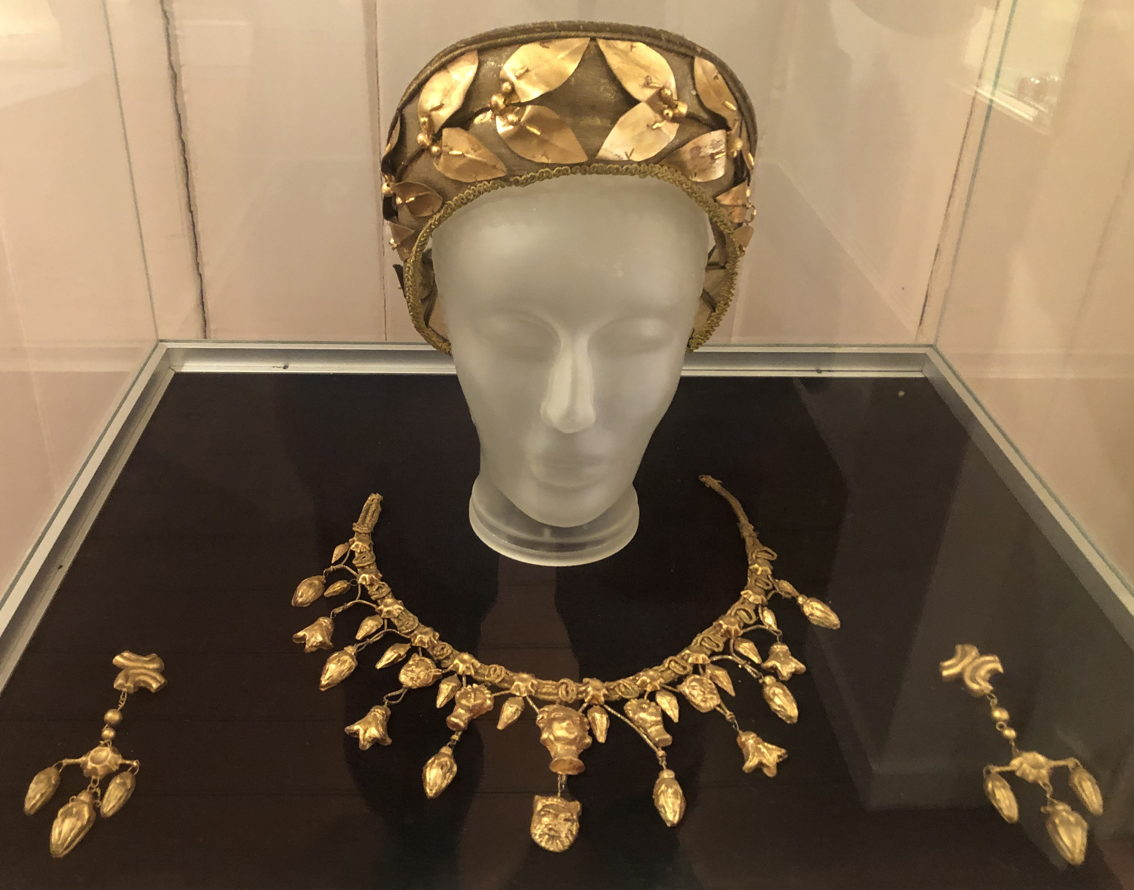
Убор Дидоны, в котором выступала Флагстад
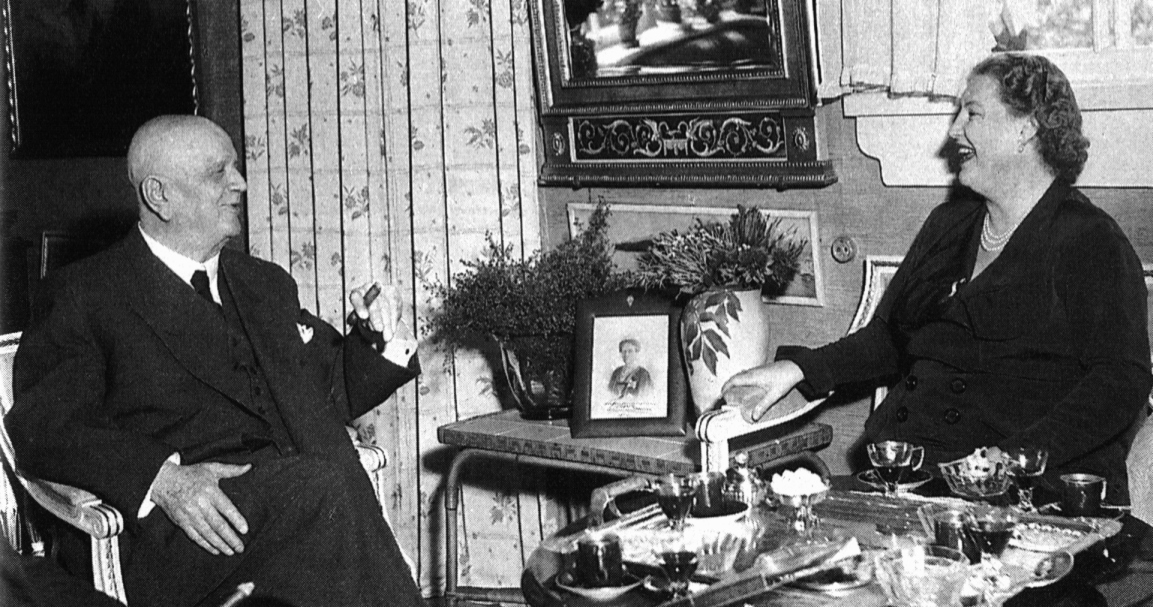
Встреча певицы с композитором Сибелиусом (1952)
Кирстен Флагстад на норвежской банкноте